# Faculté universitaire de théologie protestante
 (janvier 2019).
Pour les articles homonymes, voir Faculté de théologie protestante.
La Faculté universitaire de Théologie protestante de Bruxelles (FUTP) est une institution universitaire privée belge enseignant la théologie protestante et basée à Etterbeek en Région bruxelloise. Elle assure entre autres la formation théologique des pasteurs et des professeurs de religion protestante. Elle est reconnue par l'État fédéral en tant qu’université. Bilingue, la FUTP dispose également d’une section dispensant un enseignement en néerlandais (Universitaire Faculteit voor Protestantse Godgeleerdheid).

## Histoire
La faculté universitaire de théologie protestante de Bruxelles s'inscrit dans l'héritage spirituel de l'Académie réformée de Gand. Cette université est fondée en 1577, durant la période de la République calviniste de Gand. Elle est supprimée, en 1584, lors de la conquête de la ville par le général Alexandre Farnèse.
En 1950, par l'Union des Églises protestantes évangéliques de Belgique, devenue ensuite l'Église évangélique protestante de Belgique, et par la Conférence belge de l’Église méthodiste. Dès 1955 s’y joint l'Église chrétienne missionnaire belge, devenue ultérieurement l'Église réformée de Belgique,.
Le 4 mars 1963, elle est reconnue par arrêté royal comme institution d’enseignement supérieur universitaire, habilitée à octroyer les titres de licencié et de docteur, en vertu de la loi belge du 11 septembre 1933 sur la protection des titres d’enseignement supérieur. C'est dès lors la seule institution en Belgique reconnue par les pouvoirs publics pour dispenser un enseignement universitaire en vue de la collation des grades de bachelier, master et docteur en théologie protestante.
En 1965, la faculté siège 40 rue des Bollandistes dans la commune d'Etterbeek, à Bruxelles-Capitale.
En 1979, les trois Églises fondatrices se rassemblent au sein de l'Église protestante unie de Belgique. Elle inscrit dans sa constitution l'obligation pour les pasteurs d’être détenteur du diplôme de Master à finalité pastorale de la faculté universitaire de théologie protestante de Bruxelles.
La faculté de théologie de Butare au Rwanda, de l’Église presbytérienne au Rwanda  est affiliée à la faculté de théologie protestante de Bruxelles par une convention du 21 juin 1991.
En juin 2007, elle signe une convention de partenariat avec l'Université libre de Bruxelles pour l'enseignement de l’histoire, de la philosophie, des sciences religieuses et humaines, la recherche et l'organisation de colloques interdisciplinaires. En septembre 2016, une convention est signée avec la faculté de théologie protestante de Strasbourg pour les cours de formation en ligne. En 2018 est signé un partenariat avec la faculté de théologie protestante de Montpellier pour un échange de professeurs.

## Enseignement
La faculté enseigne la théologie protestante, l'histoire de la Réforme protestante et du protestantisme en Belgique, l'exégèse historico-critique de la Bible, l'hébreu biblique, l'araméen et le grec ancien. La faculté participe aussi à des programmes de formations permanentes, ou à des cours ou conférences ouvertes au public. 

## Personnalités liées à la faculté
- François Louis Ganshof, professeur et historien belge.